# David Albala
David Albala Cardemil (Santiago, 11 de noviembre de 1971),es un periodista, director de cine, guionista, productor y persona con discapacidad de Chile. 

## Primeros años de vida
Es hijo único del matrimonio de sus padres. Convenció a su papá que lo dejara estudiar Periodismo, "una carrera que le parecía versátil y flexible porque le permitiría trabajar en muchas cosas", según señaló, curso la carrera durante 1990-1994en la Universidad Andrés Bello. Expresa que “fue la comisión Fulbright a dar una charla y ahí contaron que para ganarse la beca y estudiar en Estados Unidos debías tener buenas notas. Entonces, me volví mateo sólo para eso. Estudiaba de lunes a lunes, en el verano me leía 15 libros obligado, y eso me permitió graduarme como el mejor alumno de mi promoción y poder postular a la beca”, en la Universidad de Texas en Austin.
Se título de periodista en 1997, su profesora de tesis fue Patricia Verdugo, y el título de la tesis fue: Historia del cine chileno: testimonio de sus realizadores, 1973-1993.
Es además realizador audiovisual y Diplomado en “Marketing Estratégico” Duoc UC en 2004 y, “Cultura Audiovisual” Universidad Alberto Hurtado, en 2006.

## Vida artística
Se desempeñó como productor general y asistente de dirección de las tres primeras temporadas de la serie documental de TVN “Los Patiperros”. Posteriormente, trabajó como investigador y asistente de dirección de la trilogía documental "El Cuerpo de Chile". Posteriormente, se convirtió en Media Associate de la Fundación Endeavor mientras paralelamente formaba su propia casa productora. Dentro de Endeavor creó y produjo la propuesta de serie de TV “Sueños de Emprendedor”.

## Accidente
A fines del año (27 de diciembre) 2002, sufrió un accidente de tránsito que lo dejó parapléjico. En pleno proceso de rehabilitación, se le ocurrió formular el proyecto documental Perspecplejia para contar la historia de su rehabilitación desde un comienzo, esta idea se convirtió en su opera primera como largometraje documental. En agosto del año 2004, gana el Fondo del Consejo Nacional de Televisión (CNTV), para producir la serie de TV documental PersPecPlejia (8 capítulos). En su calidad de director de TV, ha sido nominado dos veces a los premios Altazor y su serie fue seleccionada para TV “INPUT 2007.

### Libros
En el año 2007, publica su libro "La silla del director", con la Editorial Norma, en el cual relata su experiencia sobre la superación de su discapacidad.

### Últimos años
En los Estados Unidos escribió, produjo y dirigió los cortometrajes de ficción “Austin Women”, “Elevation” y “Soul Check Mate”, este último seleccionado en el  Festival LALIFF 2010 y en el Festival Sanfic 2012.
Ha sido jurado del “International Emmy Award” en su versión 2013 y, también, evaluador y jurado de proyectos de films documentales del Fondo de Fomento Audiovisual en 2013.
Actualmente, trabaja en nuevos proyectos desde su productora Calibre 71Producciones, y es académico de la Escuela de Periodismo de la Universidad Alberto Hurtado y de la Escuela de Comunicación Audiovisual de Duoc UC.
Es el director, además de uno de los productores y guionistas de la película chilena "Pacto de fuga", estrenada el año 2020, que es protagonizada por Benjamín Vicuña, Roberto Farías, Francisca Gavilán, 
Amparo Noguera, entre otros destacados actores.

## Distinciones
- Beca Fulbright.
- Orgullo UNAB.[3]